# HMS Reaper (D82)
HMS Reaper (D82), nguyên là tàu sân bay hộ tống USS Winjah (CVE-54) (ký hiệu lườn ban đầu AVG-54 và sau đó là ACV-54) của Hải quân Hoa Kỳ thuộc lớp Bogue, được chuyển cho Hải quân Hoàng gia Anh Quốc và đã hoạt động trong Chiến tranh Thế giới thứ hai.
Winjah được đặt lườn theo một hợp đồng với Ủy ban Hàng hải Hoa Kỳ vào ngày 5 tháng 6 năm 1943 tại xưởng đóng tàu của hãng Seattle-Tacoma Shipbuilding ở Tacoma, Washington; được xếp lại lớp với ký hiệu lườn CVE-54 vào ngày 15 tháng 7 năm 1943 và được hạ thủy vào ngày 22 tháng 11 năm 1943. Nó được chuyển cho Anh Quốc vào ngày 18 tháng 2 năm 1944 theo chương trình Cho thuê-cho mượn, được đổi tên thành HMS Reaper (D82), và đã hoạt động trong chiến tranh như một chiếc thuộc lớp Ameer.
Reaper hoạt động cùng Hải quân Hoàng gia trong suốt thời gian còn lại của Thế Chiến II. Ngay sau khi ngừng chiến sự, Reaper đã vận chuyển nhiều mẫu máy bay của Không quân Đức trước đây mà Mỹ chiếm được trong Chiến dịch Lusty quay trở về Bắc Mỹ, bao gồm mẫu duy nhất của kiểu máy bay ném bom trinh sát phản lực Arado Ar 234, và kiểu máy bay tiêm kích bay đêm Heinkel He 219, vốn đang có mặt tại các bảo tàng ở Hoa Kỳ.
Sau khi chiến tranh kết thúc, Reaper quay trở về Norfolk, Virginia vào ngày 13 tháng 5 năm 1946 và được chính thức hoàn trả cho Hoa Kỳ vào ngày 20 tháng 5 năm 1946. Được rút khỏi danh sách Đăng bạ Hải quân vào ngày 8 tháng 7 năm 1946, nó được bán cho hãng Waterman Steamship Company tại Mobile, Alabama vào ngày 12 tháng 2 năm 1947, để cải biến cho hoạt động hàng hải thương mại tư nhân dưới tên gọi South Africa Star. Nó được tháo dỡ tại Nikara, Nhật Bản vào tháng 5 năm 1967.